# Halálcsoport
A halálcsoport egy több szakaszból álló sporteseményen egy csoport elnevezése, amelyben az erőviszonyok szokatlanul erősek, illetve a továbbjutó helyek száma kevesebb, mint az erősnek tekintett csoporttagok száma. Így a csoportkörben szükségszerűen kiesik egy vagy több olyan résztvevő, akiktől az adott tornán továbbjutást is lehetett várni. Ezt a kifejezést először a labdarúgó-világbajnokságok csoportjaira használták. Ma már más tornákon és más sportágban is használják.
A torna sorsolása után gyakran viták folynak arról, hogy a csoportok közül melyik a halálcsoport. Ezt több okból is lehet vizsgálni: részben a csoporttagok relatív erősségeit figyelembe véve, de emellett azért is, mert nincs pontos meghatározása a „halálcsoport” kifejezésnek. Előfordulhat, hogy a kifejezés egyszerűen egy olyan csoportot jelöl, amelyet a torna legerősebb résztvevői alkotnak, amelyek mindegyike a torna potenciális győztese is lehetne. Más meghatározások szerint több halálcsoport is lehetséges.

## Eredete
A „halálcsoport” kifejezést (spanyolul „grupo de la muerte”) mexikói újságírók találták ki az 1970-es labdarúgó-világbajnokság 3. csoportjára. Ebben szerepelt az aktuális világbajnok Anglia, az akkor kétszeres világbajnok Brazília, az 1962-es második helyezett Csehszlovákia, valamint Románia.
Legközelebb az 1982-es labdarúgó-világbajnokság második csoportkörének C csoportját nevezték így. Ebben az aktuális világbajnok Argentína, a későbbi világbajnok Olaszország és Brazília szerepelt. Egy csapat juthatott tovább. 2007-ben a The Guardian ezt nevezte a leghalálosabb csoportnak.
A kifejezés viszont leginkább az 1986-os világbajnokság után lett népszerű, amikor Omar Borrás az uruguayi szövetségi kapitány ezzel a kifejezéssel írta le az E csoportot, amelyben Uruguay, NSZK, Dánia és Skócia szerepelt. Uruguay az 1983-as Copa América győztese, az NSZK az 1982-es vb döntőse volt, a skótok erős csapatnak számítottak, ugyanakkor a világbajnokságokra először kijutó dánokat előzetesen mindenki leírta, viszont a dánok mindhárom mérkőzést megnyerték. A lebonyolítás szerint azonban a csoportokból a legjobb négy harmadik helyezett is továbbjutott, ennek köszönhetően csak Skócia esett ki a tornáról. De az 1970-es 3. csoporthoz hasonlóan ez volt az egyetlen csoport az 1986-os vb-n, amelyben kizárólag európai és dél-amerikai országok szerepeltek.

## Kiemelés
A tornákon gyakran kiemelést alkalmaznak az erősebb és gyengébbnek ítélt résztvevők egyenletes elosztása érdekében. Ugyanakkor a labdarúgásban a kiemelési elvek gyengék lehetnek. A 2018-as világbajnokságig tartó szisztéma szerint minden csoportban egy kiemelt és három nem kiemelt csapat volt, amelyeket a konföderációk szerint is szétosztottak. Így néhány észak-amerikai, dél-amerikai, ázsiai csapat erősebb volt a többinél, amely azt eredményezte, hogy néhány csoport a többitől erősebb összetételű volt. 2018-tól az elvek megváltoztak, a FIFA-világranglistát is bevonták az elvekbe, de a kontinentális korlátozásokat megtartották.
A címvédőt és a rendező országokat is gyakran kiemelik. A 2008-as Európa-bajnokságon így fordulhatott elő, hogy a rendező Ausztria és Svájc, valamint a meglepetésként Eb-t nyerő és így címvédő Görögország, a torna gyengébbnek ítélt csapatai kiemeltek voltak. A 2006-os vb-döntős Olaszország és Franciaország viszont nem volt kiemelt, így egy csoportba kerülhetett Hollandiával és Romániával. Ez a csoport a „halálcsoport” kifejezést is megkapta.
A 2020-as Eb sorsolásakor létrejött a Németország (2014-es világbajnok), Franciaország (2018-as világbajnok), Portugália (2016-os Eb-győztes és 2019-es NL-győztes), Magyarország összetételű csoport. A sorsoláskor azonban még nem volt ismert, hogy Magyarország kijut-e az Eb-re, de a csoportba a pótselejtezőről kijutó Bulgária, Izland vagy Magyarország kerülhetett. A kiemeléskor a címvédő Portugália nem kapott kiemelést és kizárólag a selejtező rangsorolását használták. A tornán ugyanakkor több rendező ország volt, amelyet az UEFA még a torna előtt hat párba osztott el, így Németország és Magyarország a kijutásuk esetén azonos csoportba kerültek. A selejtező rangsorolása szerint Franciaország a 7., Portugália a 13. helyen végzett, így a 2. és 3. kalapból a legmagasabban rangsorolt csapatok kerültek azonos csoportba.

## Példák, meghatározások
- Labdarúgó-világbajnokság
  - 1958, 4. csoport: Brazília, Szovjetunió, Anglia, Ausztria.[15]
  - 1966, 1. csoport: Anglia, Uruguay, Franciaország, Mexikó.[15]
  - 1970, 3. csoport: Anglia, Brazília, Csehszlovákia, Románia.[2]
  - 1978, 1. csoport: Olaszország, Argentína, Franciaország, Magyarország.[15]
  - 1982, második forduló, C csoport: Olaszország, Argentína, Brazília.[2][3][15]
  - 1986, E csoport: Uruguay, NSZK, Dánia, Skócia.[2]
  - 1990, B csoport: Argentína, Szovjetunió, Románia, Kamerun.[2]
  - 1994, E csoport: Olaszország, Írország, Mexikó, Norvégia. Mind a négyen 4 ponttal zártak, Norvégia esett ki a kevesebb szerzett gól miatt.[2][15]
  - 1998, D csoport: Spanyolország, Nigéria, Paraguay, Bulgária.[15]
  - 2002, F csoport: Argentína, Anglia, Nigéria, Svédország.[15]
  - 2002, D csoport, a dél-koreaiak szerint: Dél-Korea (rendező), Portugália, Lengyelország, Egyesült Államok.[16]
  - 2006, C csoport: Argentína, Hollandia, Elefántcsontpart, Szerbia és Montenegró.[15][17]
  - 2010-ben sokak szerint nem volt halálcsoport, de a Sports Illustrated a G csoportot nevezte így, mert Brazília és Portugália a világranglistán az első öt helyezett között volt, Elefántcsontpart a másodiknak rangsorolt afrikai csapat volt.[15]
  - 2014, B csoport: Spanyolország, Hollandia, Chile, Ausztrália.[18]
  - 2014, D csoport: Uruguay, Costa Rica, Anglia, Olaszország.[19]
  - 2014, G csoport: Németország, Portugália, Ghána, Egyesült Államok.[20][21]
  - 2018-as afrikai selejtező, B csoport: Nigéria, Algéria, Zambia, Kamerun.[22]
  - 2018, D csoport: Argentína, Izland, Horvátország, Nigéria.[23]
- Labdarúgó-Európa-bajnokság
  - 1992, 2. csoport: Hollandia, Németország, Független Államok Közössége, Skócia.[3]
  - 1996, C csoport, zárójelben a világranglista-helyezések: Németország (2.), Oroszország (3.), Olaszország (7.), Csehország (10.).[3][4]
  - 2000, D csoport, Hollandia, Franciaország, Csehország, Dánia.[24][3]
  - 2008-as selejtező, B csoport. A skótok nevezték így, mert Skócia a 2006-os vb két döntősével, Olaszországgal, Franciaországgal, valamint a 2006-os negyeddöntős Ukrajnával került azonos csoportba.[25]
  - 2008, C csoport: Hollandia, Olaszország, Románia, Franciaország.[3]
  - 2012, B csoport, zárójelben a világranglista-helyezések: Németország (2.), Hollandia (4.), Portugália (5.), Dánia (10.). Az Eb-t megelőző ranglista szerint a helyezések sorrendben: 3., 4., 10., 9.[4]
  - 2020, F csoport: Németország, Franciaország, Portugália, Magyarország.[2][3]
  - 2024, B csoport: Spanyolország, Horvátország, Olaszország, Albánia[26][27]
- Női labdarúgó-világbajnokság
  - 2007, B csoport, zárójelben a világranglista-helyezések: Egyesült Államok (1.), Svédország (3.), Észak-Korea (5.), Nigéria (24.)[28]